# Приозерне (Беїмбета Майліна район)
Приозе́рне (каз. Приозерное) — село у складі району Беїмбета Майліна Костанайської області Казахстану. Входить до складу Тобольської селищної адміністрації.
Населення — 426 осіб (2021; 668 у 2009, 928 у 1999, 1518 у 1989).